# Chang-ku Feng
Chang-ku Feng ou Zaozyornaya est une colline de Russie proche de la localité de Khassan et du lac du même nom dont la situation est jugée stratégique à proximité des frontières avec la Chine et la Corée du Nord.

## Histoire
Durant la bataille du lac Khassan, la colline fut à plusieurs reprises prise et reprise par l'Armée soviétique et l'Armée impériale japonaise.